# Hermès assis
La sculpture en bronze Hermès assis (ou Hermès au repos), trouvée à la Villa des Papyrus à Herculanum en 1758, est conservée au Musée archéologique national de Naples. Elle représente le dieu Hermès. Il s'agit d'une copie romaine d'un original en bronze grec perdu de Lysippe ou de son école (IVe siècle av. J.-C.). Elle a été réalisée avant 79, date de l'éruption du Vésuve qui fit disparaître Herculanum. « Cette statue a été probablement la plus célèbre œuvre d'art découverte à Herculanum et Pompéi, au dix-huitième siècle », ont observé Francis Haskell et Nicholas Penny. Par la suite, elle fait l'objet de nombreuses copies. Pour la protéger contre les déprédations napoléoniennes, elle a accompagné la fuite des Bourbon vers Palerme à partir de 1798. Plus tard, c'est le nazi Hermann Göring qui l'emporta en Allemagne jusqu'à ce qu'elle soit récupérée par un agent secret italien qui la ramena à Naples.

## Histoire
L'Hermès assis est mentionné dans la correspondance de l'orateur romain Cicéron avec son ami Atticus : elle était exposée dans les jardins de ce dernier[réf. souhaitée]. Il était d'usage d'exposer des statues de bronze posées sur des véritables rochers dans des jardins hellénistiques et romains.

### Découverte

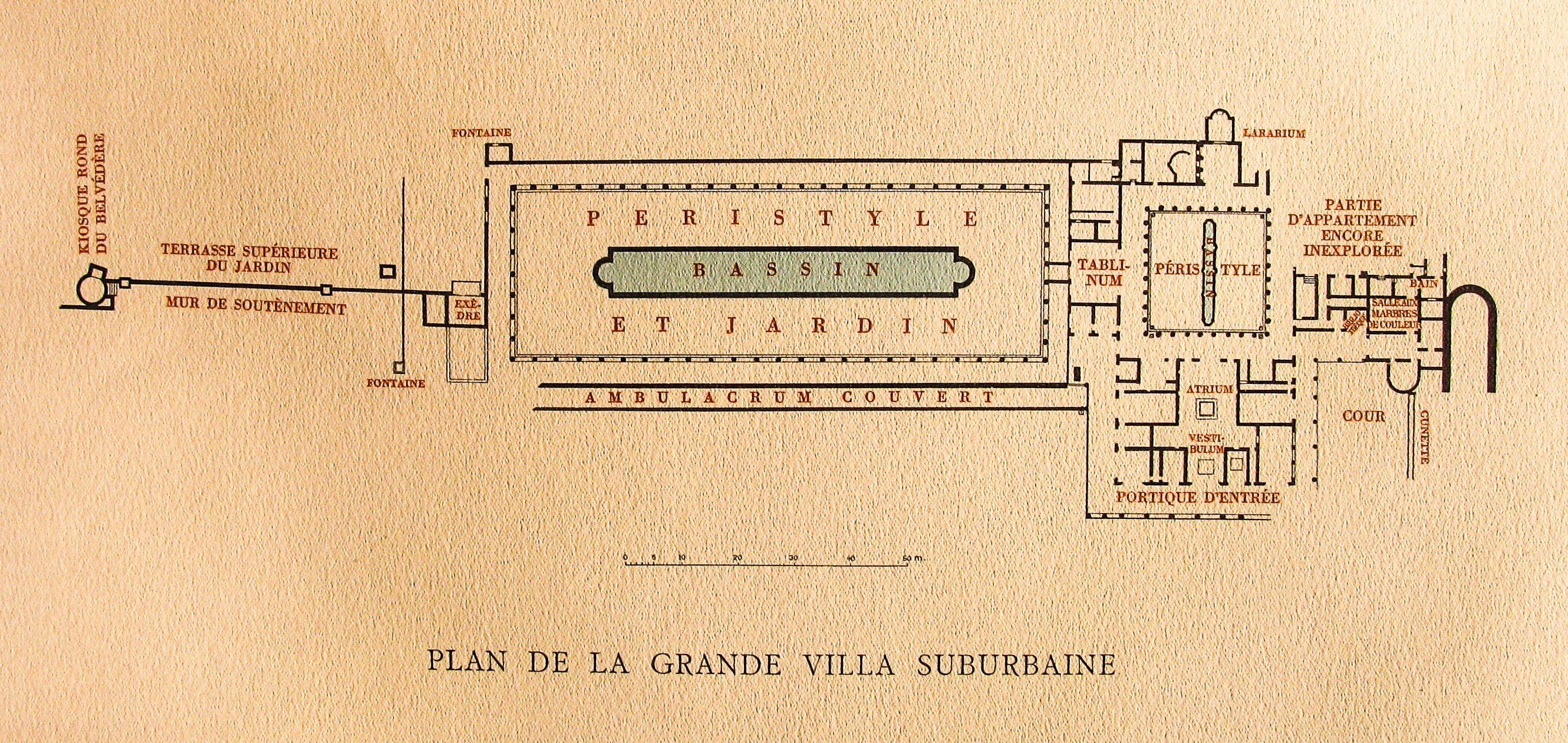
Plan de la Villa des Papyrus. La statue de l'Hermès assis se trouvait à droite du plan, dans le péristyle, entre le bassin et le tablinum.

La sculpture a été trouvée le 3 août 1758 à côté de l'hémicycle ouest de la natatio (piscine) du péristyle rectangulaire de la Villa des Papyrus à Herculanum. L'Hermès au repos occupait sans doute une place proéminente, en face de sculpture d'Athéna Promachos (inv. 6007), entre les colonnes d'entrée du tablinum. Alors que l'Hermès assis symbolisait la notion de repos (otium en latin), la statue d'Athèna renvoyait quant à elle à l'idée de negotium (activité). Pour l'historien de l'art allemand du XVIIIe siècle Johann Joachim Winckelmann, l'Hermès assis était "la plus belle de toutes les statues trouvées récemment".

### Transferts hors d'Herculanum
Dès le XVIIIe siècle, quatre grandes gravures ont reproduit l'Hermès assis ; cette statue était apparue dans Le Antichità di Ercolano, 1771. Elles montrent l’œuvre toujours sur place à Herculanum. Son transfert à Naples a donc certainement eu lieu à une date ultérieure. Pourtant, la sculpture faisait partie du groupe d’œuvres que Ferdinand Ier des Deux-Siciles a apporté avec lui à Palerme à l’occasion de la révolution de 1799 : en effet, pour la protéger contre les déprédations napoléoniennes, elle a été emballée dans une des cinquante-deux caisses d'antiquités et œuvres d'art qui ont accompagné la fuite des Bourbon vers Palerme à partir de 1798. Pendant l’occupation française et dans le cadre du pillage napoléonien, l'Hermès assis est identifié par le général Jean Étienne Championnet comme devant être envoyé en France au Musée Napoléon (le Louvre actuel), comme en témoigne une lettre envoyée au Directoire le 7 Ventôse de l'An VII (25 février 1799). La statue a d'abord été gardée au palais de Portici dans les environs de Naples, avant de rejoindre cette ville.
Plus tard, c'est le nazi Hermann Göring qui l'emporta en Allemagne jusqu'à ce qu'elle soit récupérée par un agent secret italien qui la ramena à Naples.

## Description

### Corps et attitude
La statue est en ronde-bosse, en bronze ; elle mesure 1,15 mètre de hauteur pour 75 cm de largeur.
Hermès, le messager des dieux, dieu du voyage et protecteur des gymnases, est représenté assis sur un rocher (reconstruction en marbre moderne) : il a l'air fatigué, comme en témoigne son dos courbé. Mais ce repos semble temporaire : il n’est assis qu’avec le bord de son corps, touchant à peine le sol avec ses pieds et posant sa paume sur un rocher - une petite pression de la main suffit. Les ailes du dieu sont attachées à ses pieds avec des rosettes - le messager des dieux n’est pas habitué à toucher le sol avec ses pieds.
Le bras gauche, penché en avant, repose délicatement sur la cuisse ; le bras droit est presque étendu. La main droite repose sur l'assise rocheuse, provoquant une légère élévation de l'épaule et, plus généralement, une inclinaison de tout le buste vers la gauche. Le torse du jeune dieu est tourné vers la droite et légèrement penché vers l'avant ; la jambe droite est tendue vers l'avant avec le talon du pied posé sur la base. La jambe gauche apparait pliée et le pied ne repose sur le rocher que par le bout des orteils, presque comme pour symboliser l'aptitude d'Hermès à flotter dans les airs plutôt que de marcher. De plus, la posture particulière du corps suggère que le dieu est prêt à bondir sur ses pieds et à reprendre son activité de messager.
En plus des chaussures ailées, Hermès tenait dans sa main gauche un attribut supplémentaire, malheureusement fragmentaire, probablement le caducée, un bâton ailé avec deux serpents enroulés (il ne reste que la poignée).

### Visage

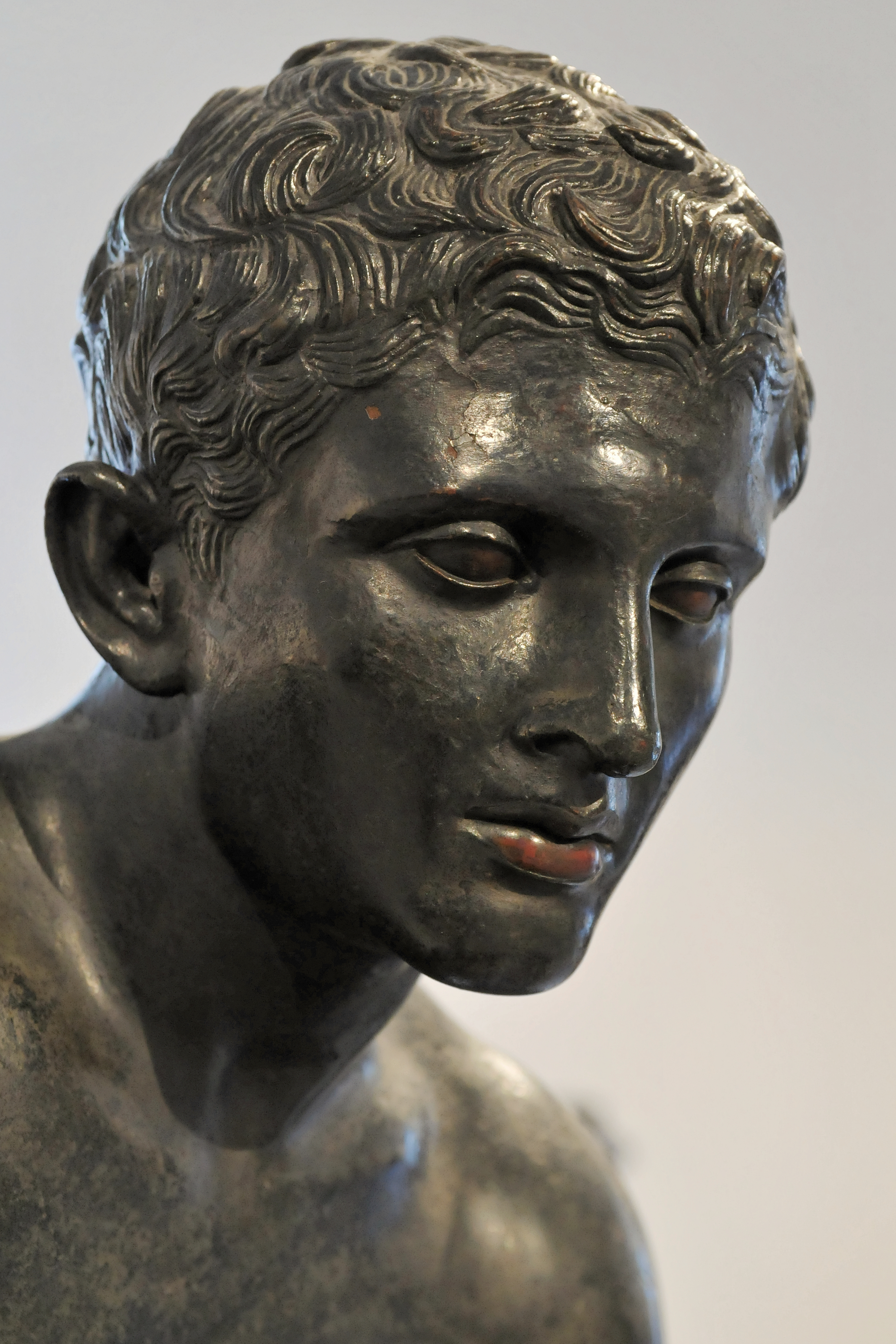
Visage de l'Hermès assis. Musée archéologique national de Naples.

Hermès est représenté avec le visage absorbé, comme le suggère le regard vers le bas, presque perdu dans le vide. La tête est tournée vers l'épaule droite et légèrement inclinée et les cheveux sont divisés en courtes mèches. Les yeux, aujourd'hui perdus, étaient réalisés avec différents matériaux : os ou ivoire pour les globes oculaires, pierre grise et noire pour l'iris et les pupilles.

## Attribution
L'Hermès assis retrouvé à Herculanum a longtemps été considéré comme une copie d'un original grec en bronze attribué à Lysippe, même si cela n'est confirmé par aucune source.
L'historien de l'art russe Boris Robertovitch Vipper a écrit que si la sculpture ne peut être « attribuée au maître [Lysippe] lui-même, sont néanmoins apparues sous son influence, peut-être dans son atelier ».
L'archéologue américaine Margarete Bieber classe l'œuvre comme appartenant à l' « école de Lysippe » et la date d'environ 100 av. J.-C.
Martin Robertson (1975, vol I : 474) la classifie comme une copie romaine, faite avant l'an 79, d'un bronze grec original de la fin du IVe  ou du début du  IIIe siècle av. J.-C. dans la tradition de Lysippe, dont le nom a été invoqué en relation avec la sculpture depuis sa première réapparition.

Aujourd'hui, de nouvelles hypothèses émergent quant aux origines de l'Hermès assis de Naples : il serait une création éclectique libre du Ier siècle av. J.-C., élaborée à partir d'un type lysippien célèbre. Le bronze d'Herculanum pourrait être interprété comme une copie romaine d'un prototype hellénistique du deuxième siècle avant J.-C., qui lui-même est une réinterprétation d'un modèle de Lysippe.

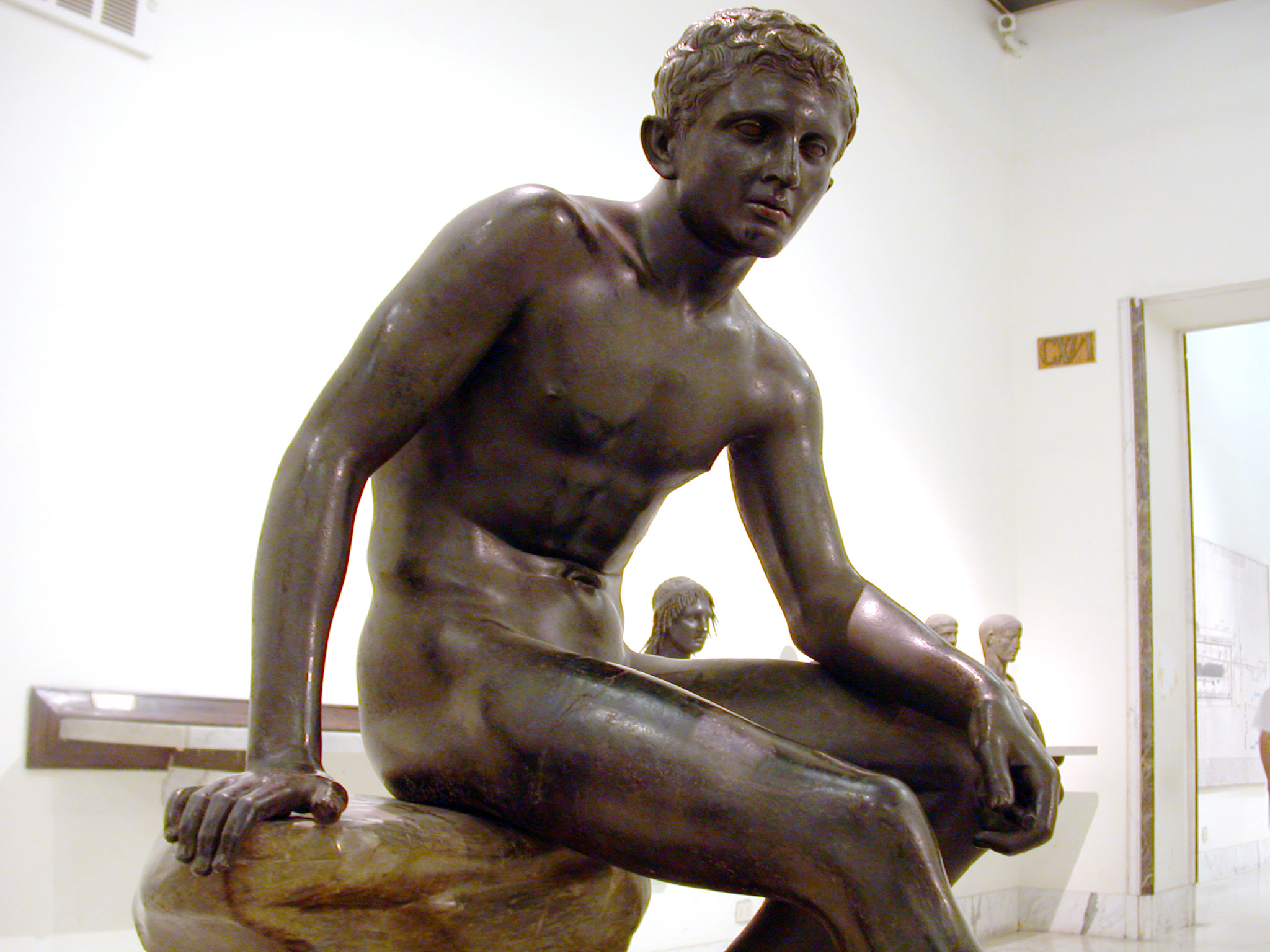
Bronze d'Hermès assis d'Herculanum.
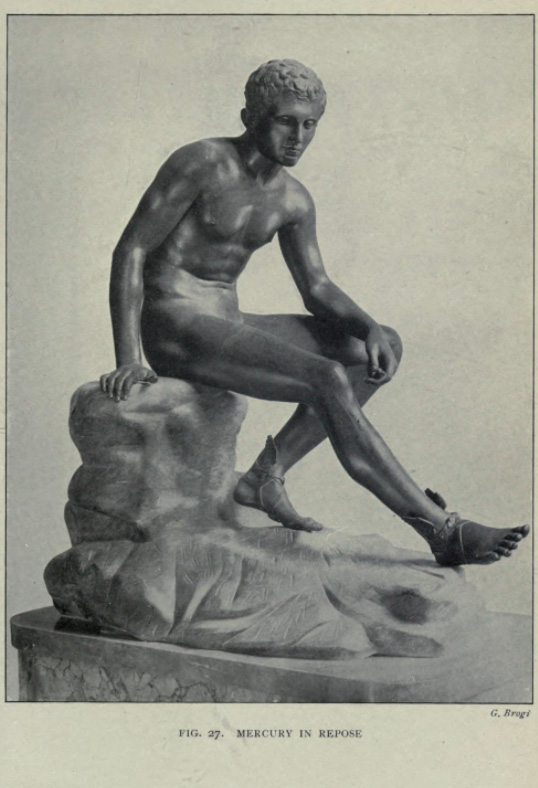
Cette sculpture a également été associée à  Mercure[9].

## Copies

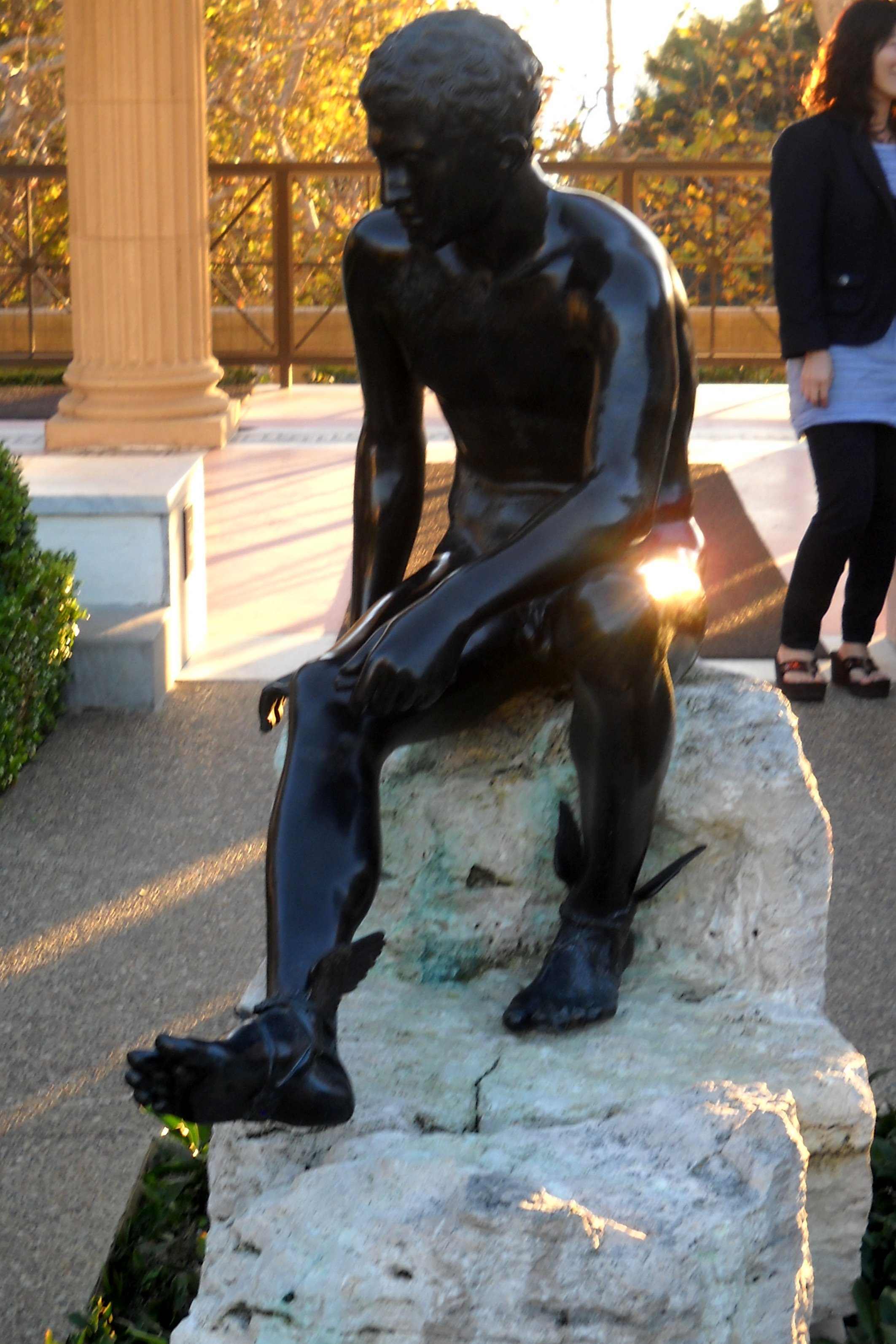
Copie en bronze de lHermès assis de Naples. Installée dans le péristyle de la Villa Getty.

L'Hermès assis conservé à Naples est un exemplaire unique, mais il a été copié à de nombreuses reprises : 
- En 1886, un moulage en bronze est installé à Ørstedsparken à Copenhague au Danemark. Ce moulage a disparu dans la nuit du 31 mars au 1er avril 1995, mais le 15 septembre 2010, des plongeurs l'ont récupéré la statue dans la boue sous le pont Frederik. Une copie en marbre est exposée à Mérida.
- Une copie en bronze figure dans les collections du Kunsthistorisches Museum de Vienne en Autriche.
- La Villa Getty à Malibu en Californie (États-Unis) expose une copie en bronze de l'Hermès assis, dans le péristyle.
- Le musée Pouchkine à Moscou conserve un moulage de l'Hermès assis de Naples.